# 玫瑰聖母聖殿司教座堂

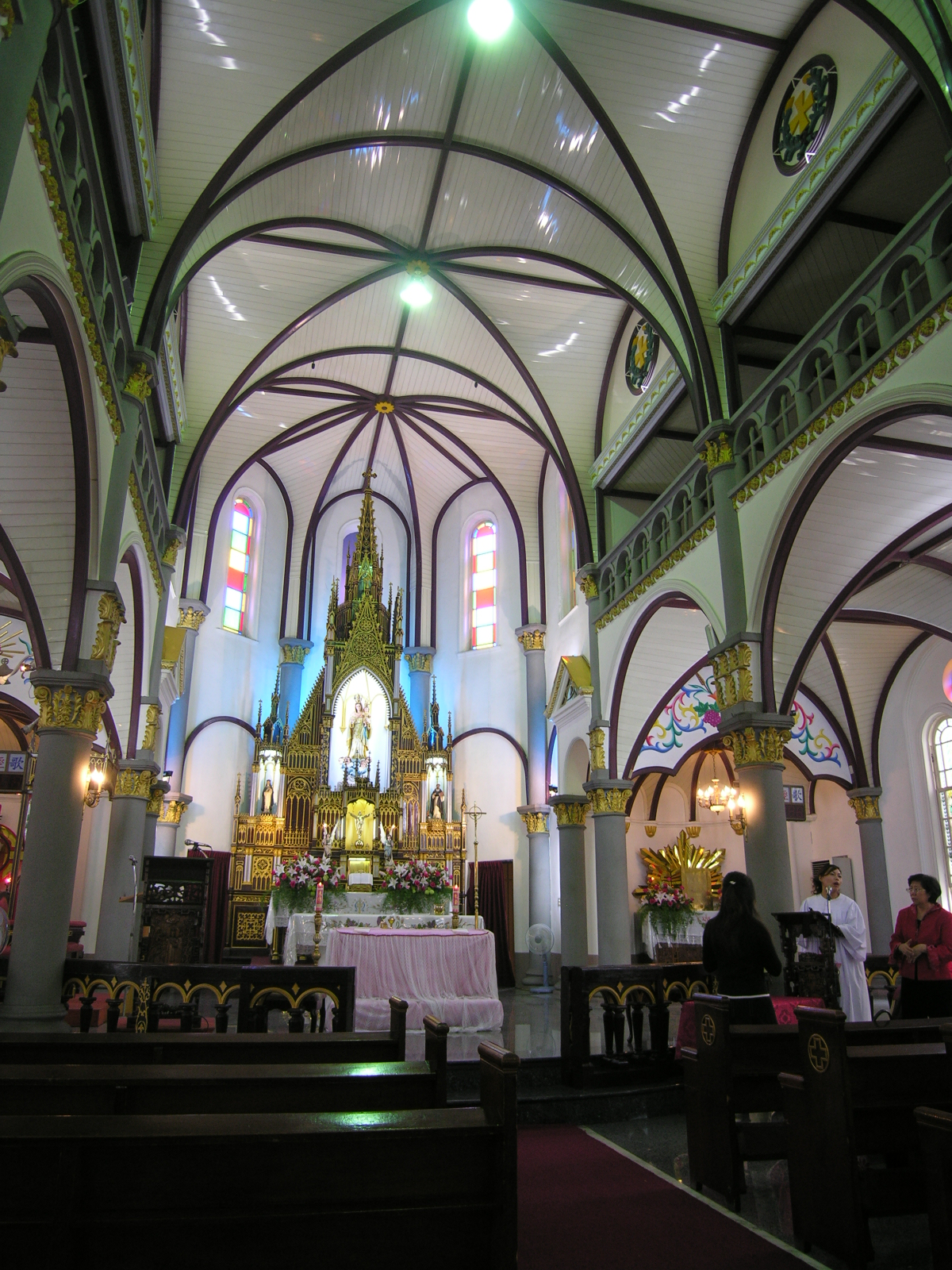
内部

玫瑰聖母聖殿司教座堂（まいかいせいぼせいでんしきょうざどう、中国語: 玫瑰聖母聖殿主教座堂、英語: Holy Rosary Minor Basilica-Cathedral）は前金天主堂とも呼ばれ、台湾高雄市の愛河橋のたもとにあるカトリック教会およびその聖堂。通称は玫瑰堂。清の咸豊九年(1859年）に政府が外国人に対し中国での宣教を許可してから、カトリックが台湾に建造した初の聖堂であり、近代の台湾カトリック教会の発祥地でもある。現在はカトリック高雄教区のカテドラル（司教座聖堂）となっている。

## 沿革
- 1858年 - 清国が天津条約に調印し、禁教を解除。スペインの植民地フィリピンのドミニコ会は郭徳剛（中国語版）（スペイン語: Fernando Sainz）と洪保禄の2人の神父を台灣へ布教に派遣。
- 1859年 - 5月15日、ドミニコ会神父郭徳剛と洪保禄、とほか4人の中国人宣教師、楊篤、蔡向、厳超および瑞斌が、アモイから出航し、5月18日に打狗港に到達。同年12月、龍銀62円で当時は海域に面していた現在地である前金（ただし行政区分としては、前金区ではなく、隣の苓雅区に位置する）の土地を購入し、茅葺きの臨時の布教所を建設。
- 1860年 - 日干しレンガで布教所を改築し、「聖母堂」と命名。
- 1862年 - 1回目の改築、赤レンガとサンゴ石（中国語版）および三和土（たたきつち）で聖堂を再改築。
- 1863年 - 聖母堂が完工し、スペインロザリオ管区から聖母像を迎えて安置し、「玫瑰聖母堂」と改称。
- 1874年 - 船政大臣沈葆楨が欽差大臣の使命を受け、台湾に来て海防の取り扱いと各国の商業、貿易と海事の処理を兼ねたが、当時の万金小教区の神父から清朝廷に布教許可の奏上を受託。同治帝は奏上を受け入れ、願いの通り許可を与え、「奉旨」と「天主堂」の2つの聖石は沈葆禎の親筆をもって石に彫刻。
- 1875年 - 沈葆禎が再び台湾に来て、ロザリオの聖母聖堂および万巒郷の万金天主堂に聖石を下賜。
- 1928年 - 李安斯師は2度目の聖堂改築計画を立案。2年後に正式に施工。旧聖堂を取り壊す際に「奉旨」碑は土中に埋没。
- 1948年 - ドミニコ会士 ヨセフ・アレギ・イパラギレ（中国語版）師が高雄知牧に任じられ、本聖堂に駐在する。
- 1961年 - 3月、高雄知牧区は教区に昇格し、鄭天祥師が初代司教に選任。本聖堂を司教座堂に指定し、台湾で最大のカテドラルとなる。
- 1972年 - 信徒の寄付により聖母亭を建てる基礎工事をした際、「奉旨」の碑を発掘。
- 1995年 - 教皇庁は本聖堂をバシリカに挙げる。同年7月1日から大規模な補修工事を開始。
- 1998年 - 落成式典およびバシリカ昇格式典を挙行。
- 2001年 - 高雄歴史建築十景に選定。また、行政院文化建設委員会主催の全国「台湾歴史建築百景」で第1位に選定。

## 建築の特色
ロザリオの聖母聖堂はゴシック様式とロマネスク様式の尖塔建築であり、台湾三級古蹟に指定されている。聖堂の正面は高くそびえる尖塔で、両脇には別に小型の塔があり、正門の上には咸豊帝の敕令による「奉旨」の石碑が掛かっている。祭壇の正面中央のロザリオの聖母像は、スペインロザリオ管区から持ち込んだもので、今に到るまで140年以上の歴史がある。

## 参考資料
1. ↑  高雄玫瑰聖母主教座堂
2. ↑  高雄市苓雅區公所
3. ↑  高雄網 玫瑰聖母堂